# إيما بارون
إيما بارون (بالإيطالية: Emma Baron)‏ هي ممثلة إيطالية، ولدت في 19 أكتوبر 1904 بتريفيزو في إيطاليا، وتوفيت في 7 مارس 1986 بروما في إيطاليا.

## أعمال

### أفلام
- (1960) امرأتان

## وصلات خارجية
- إيما بارون على موقع IMDb (الإنجليزية)
- إيما بارون على موقع قاعدة بيانات الأفلام السويدية (السويدية)
- إيما بارون على موقع قاعدة بيانات الفيلم (الإنجليزية)